# Penya del Llamp
La Penya del Llamp és una muntanya de 246 metres que es troba al municipi de Sitges, a la comarca del Garraf.